# U nguyên bào võng mạc
U nguyên bào võng mạc (Retinoblastoma, Rb) là một dạng ung thư hiếm gặp, phát triển nhanh chóng từ các tế bào chưa trưởng thành của võng mạc, mô phát hiện ánh sáng của mắt. Đây là bệnh ung thư nội nhãn ác tính nguyên phát phổ biến nhất ở trẻ em, và nó hầu như chỉ thấy ở trẻ nhỏ.
Mặc dù hầu hết trẻ em sống sót sau căn bệnh ung thư này, chúng có thể mất thị lực ở mắt bị ảnh hưởng hoặc cần phải loại bỏ mắt.
Gần một nửa số trẻ mắc u nguyên bào võng mạc có khiếm khuyết di truyền liên quan đến u nguyên bào võng mạc. Trong các trường hợp khác, nó được gây ra bởi một đột biến bẩm sinh trong gen 13 nhiễm sắc thể 13q14 (protein retinoblastoma).

## Dấu hiệu và triệu chứng

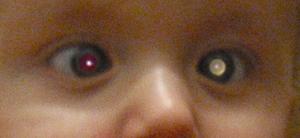
Ung thư bào võng mạc ở một đứa trẻ bị u nguyên bào võng mạc

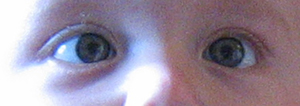
Mắt lác ở trẻ bị u nguyên bào võng mạc

Phổ biến nhất và rõ ràng dấu hiệu của nguyên bào võng mạc là một sự xuất hiện bất thường của võng mạc khi xem qua đồng tử, thuật ngữ y khoa cho đó là ung thư bào võng mạc, còn được gọi là phản xạ mắt mèo. Các dấu hiệu và triệu chứng khác bao gồm suy giảm thị lực, mắt đỏ và bị kích thích với bệnh tăng nhãn áp và tăng trưởng chậm chạp hoặc chậm phát triển. Một số trẻ mắc u nguyên bào võng mạc có thể bị lác mắt, hoặc "mắt lác" (lác mắt). U nguyên bào võng mạc biểu hiện bệnh tiến triển ở các nước đang phát triển và sự nở rộng của mắt là một phát hiện phổ biến.
Tùy thuộc vào vị trí của các khối u, chúng có thể được nhìn thấy trong một cuộc kiểm tra mắt đơn giản bằng cách sử dụng kính soi đáy mắt để nhìn qua đồng tử. Chẩn đoán dương tính thường chỉ được thực hiện khi khám dưới tác dụng của thuốc gây mê (EUA). Phản xạ mắt trắng không phải lúc nào cũng là dấu hiệu tích cực của u nguyên bào võng mạc và có thể do ánh sáng bị phản xạ xấu hoặc do các tình trạng khác như bệnh Coats.